# Falls Road

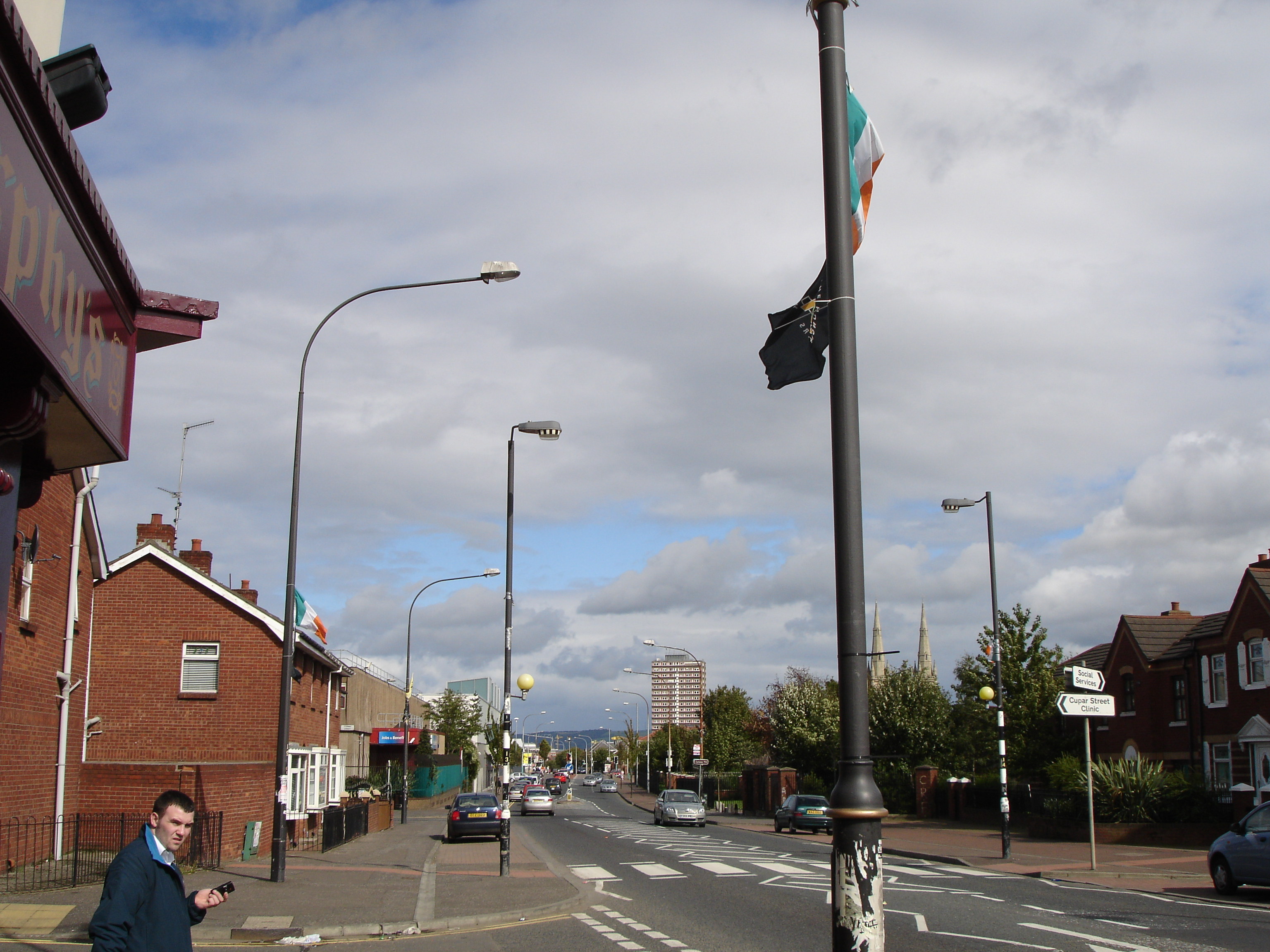
La Falls Road en Belfast vista hacia el este, en dirección al centro de la ciudad.

Falls Road (en irlandés Bóthar na bhFál) es la calle principal de un barrio del oeste de Belfast (la capital de Irlanda del Norte) habitado mayoritariamente por irlandeses católicos y republicanos. Se extiende desde Divis Street, en el centro de Belfast, hasta el suburbio de Andersonstown. Aquí se ubican la catedral católica de San Pedro, el monasterio de Clonard y el cementerio de Milltown, donde está enterrado el líder del IRA Bobby Sands.   
En sus proximidades se encuentra Shankill Road, un feudo protestante y unionista que está separado físicamente de Falls Road por una serie de muros llamados líneas de paz.   
Falls Road fue escenario frecuente de enfrentamientos violentos entre católicos y protestantes durante el conflicto de Irlanda del Norte. Uno de los más graves fue el ataque en el cementerio de Milltown en 1988, perpetrado por Michael Stone, un paramilitar de la Asociación en Defensa del Úlster (UDA) que lanzó granadas y disparó contra la multitud congregada en el funeral de tres miembros del IRA asesinados en Gibraltar. Tres personas murieron y 50 resultaron heridas. Tras el Acuerdo de Paz del Viernes Santo de 1998, Falls Road es hoy una atracción turística popular por sus murales políticos. 

## Historia
Falls Road es un vecindario de clase trabajadora y con mucha tradición socialista (aquí vivió durante un tiempo, el socialista y sindicalista escocés-irlandés James Connolly). Fue desde Falls Road desde donde los republicanos proirlandeses comenzaron su campaña por los derechos civiles en Irlanda del Norte a fines de la década de los 60 (por ejemplo, igualdad de oportunidades en el mercado laboral) y para poner fin a la discriminación que sufrían. Los enfrentamientos con los unionistas radicales probritánicos eran frecuentes.   
En 1969 y 1970, Falls Road se convirtió en una de los principales escenarios del conflicto civil de Irlanda del Norte, los llamados Troubles. Para tratar de calmar la situación fue desplegado en la zona el ejército británico, el cual fue percibido cada vez más como una fuerza de ocupación por parte de los republicanos después de una inicial confianza en su neutralidad. En respuesta a los ataques del PIRA (IRA Provisional), el ejército impuso un toque de queda de tres días en la zona a principios de julio de 1970 (Falls Curfew). Durante el apogeo de los Troubles, el ejército estuvo envuelto repetidamente en tiroteos con el IRA Oficial. Las tropas británicas permanecieron desplegadas en el área hasta 2005.

## Gaeltacht Quarter
La predominancia de los republicanos irlandeses en la zona de Falls Road hace que el idioma irlandés esté ampliamente extendido, hecho que le ha valido la denominación de Gaeltacht Quarter de Belfast. 